# 道北 (日本)
道北（日语：／ Dōhoku */?），日本北海道的北部地區；沒有任何定義指出其確切範圍，但一般認為包含以下三個振興局：
- 宗谷綜合振興局
- 留萌振興局
- 上川綜合振興局